# Umanesimo fiorentino
L'umanesimo fiorentino fu la parabola culturale dell'umanesimo all'interno della Repubblica fiorentina nel corso del XV secolo, che ebbe come grandi precursori Francesco Petrarca e Giovanni Boccaccio. Dopo una prima fase caratterizzata dalla riflessione politica sulla florentina libertas da parte di Coluccio Salutati e Leonardo Bruni, con l'avvento al potere di Cosimo de' Medici nel 1434, si aprì una stagione in cui la produzione letteraria e filosofica si incentrò su questioni meramente speculative, grazie all'azione dell'Accademia neoplatonica fondata da Marsilio Ficino. L'umanesimo mediceo, che sotto Cosimo guardava alle lingue classiche come unico mezzo di diffusione della cultura, volse verso nuovi schemi linguistici e tematici sotto il figlio Piero e, soprattutto, sotto il nipote Lorenzo il Magnifico. Con l'avvento del Magnifico, nel 1469, si aprì infatti la stagione del classicismo volgare, cioè dell'elevazione dei grandi esponenti della lirica volgare allo stesso rango dei modelli latini e greci.

## Premesse storiche

### Firenze tra l'oligarchia e i Medici

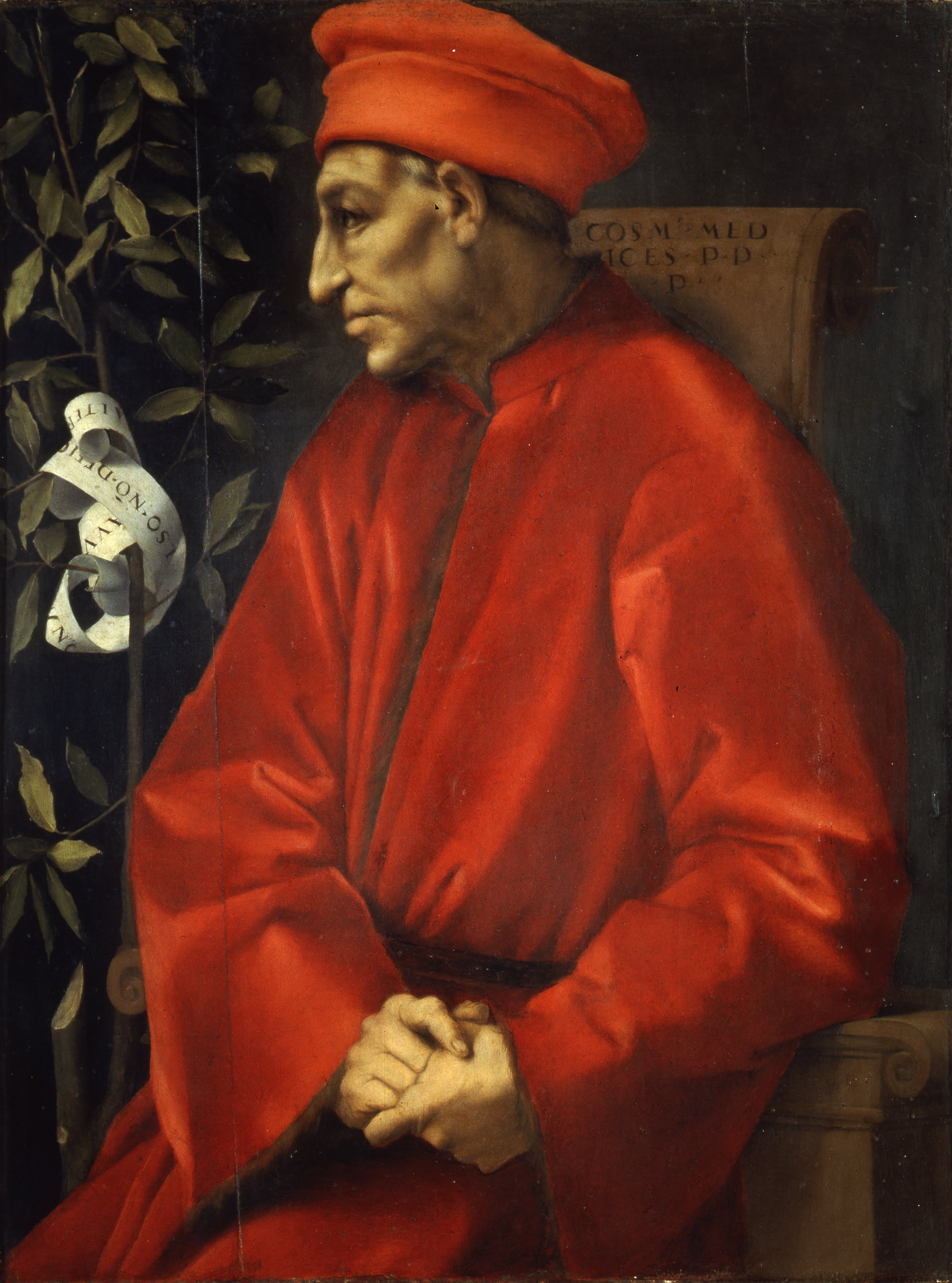
Pontormo. Ritratto di Cosimo il Vecchio, pittura a olio, 1518-1520 ca, Galleria degli Uffizi, Firenze. Cosimo de' Medici fu uno dei più insigni patroni dell'umanesimo fiorentino nella prima metà del XV secolo.

Tra la morte di Boccaccio (1375) e l'ascesa di Cosimo de' Medici (1434), il Comune di Firenze accentuò ulteriormente il carattere oligarchico delle sue istituzioni. Sconvolta dalle lotte intestine tra le classi sociali nella metà del XIV secolo, e quest'ultime acuitesi negli ultimi anni in seguito ad una grave crisi economica sfociata nella rivolta dei Ciompi (1378), le vecchie magistrature comunali diventarono monopolio di poche famiglie aristocratiche, tra le quali primeggiò quella degli Albizzi. Nei decenni successivi, Firenze acuì questa sua sfaccettatura oligarchica (statuti del 1409-1415) determinando l'insoddisfazione di quel popolo minuto messo a tacere dopo la fallimentare esperienza rivoluzionaria del 1378.
Di questo stato di insofferenza sociale ne approfittò il ricchissimo mercante Cosimo de' Medici, latore delle richieste popolari e acerrimo nemico degli Albizzi. Esiliato per volontà di questi ultimi, Cosimo riuscì nel 1434 a rientrare a Firenze grazie al sostegno dei suoi partigiani e del popolo minuto, instaurando quella “cripto-signoria” che perdurerà fino al 1494.

## L'umanesimo civile

### Coluccio Salutati

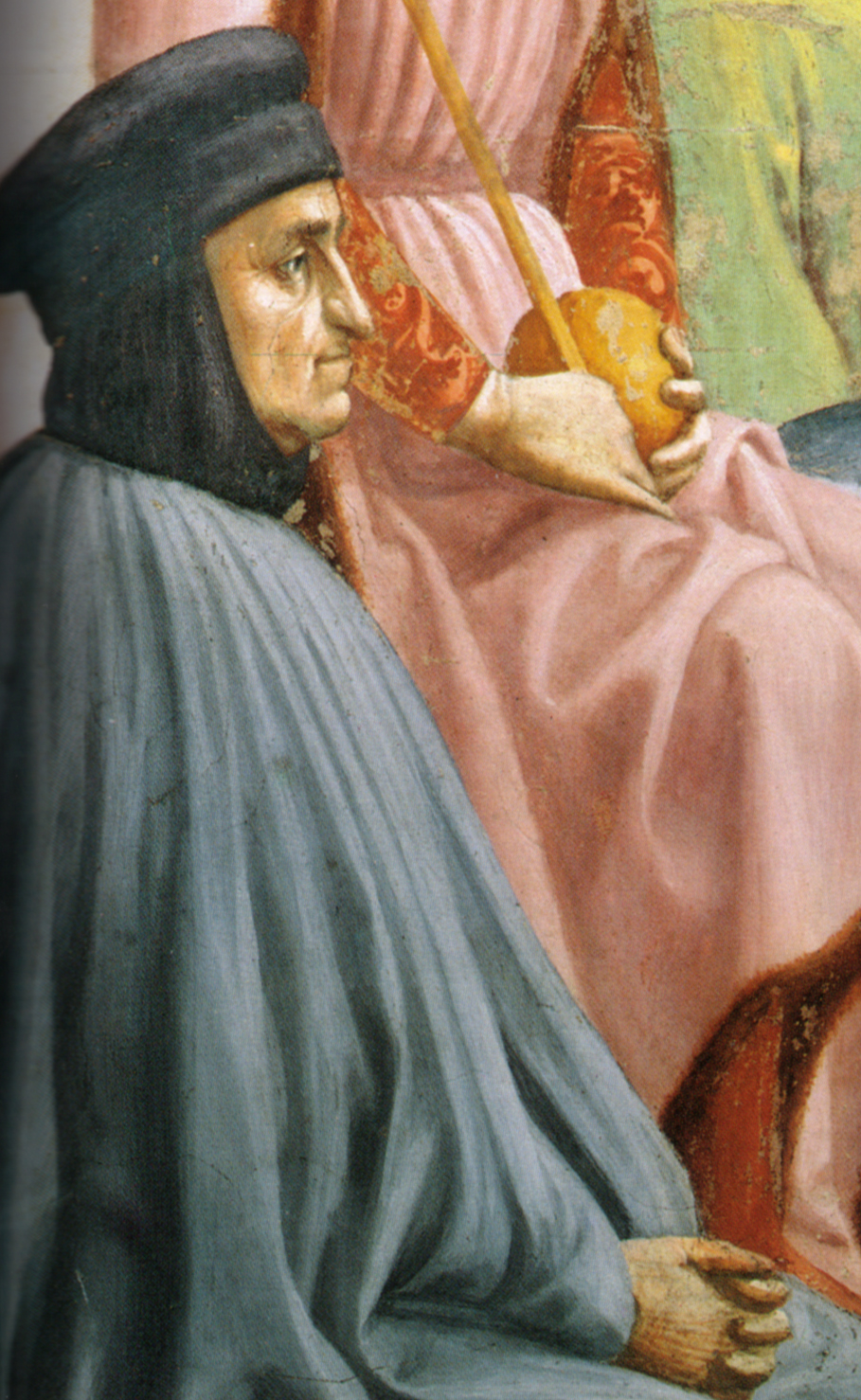
Masaccio, presunto ritratto di Coluccio Salutati, particolare tratto da La resurrezione del figlio di Teofilo e san Pietro in Cattedra, uno degli affreschi che ornano la Cappella Brancacci a Santa Maria del Carmine, Firenze.

Firenze fu, nonostante questi risvolti politici, il fulcro del movimento umanistico: le relazioni di Petrarca con la sua città natia e il magistero concreto di Boccaccio generarono una prima generazione di umanisti che cercarono di coniugare, durante il periodo oligarchico, la severa morale politica ereditata dagli autori classici con l'impegno politico concreto, dando avvio alla prima fase dell'umanesimo fiorentino denominato "civile". Questa linea programmatica si declinò nell'impegno politico di Coluccio Salutati (1332-1406), cancelliere di Firenze dal 1374 fino alla morte (1406) e animatore del circolo umanista di Santo Spirito, ove si formarono Leonardo Bruni e Poggio Bracciolini. Dopo aver raccolto l'eredità spirituale di Petrarca e Boccaccio, Coluccio la trasmise ai suoi discepoli, figurando non soltanto come praeceptor indiscusso dell'umanesimo fiorentino grazie al coordinamento del gruppo di Santo Spirito, ma anche il ponte che mise in contatto il proto-umanesimo con l'umanesimo maturo del XV secolo.
Nei trentadue anni di cancellierato, Coluccio combatté strenuamente contro lo strapotere dei Visconti, incitando il popolo di Firenze a rivendicare la sua libertas contro la tirannide di Gian Galeazzo Visconti. Uno dei punti cardine della produzione letteraria del Salutati fu, difatti, la celebrazione del modello della costituzione fiorentina, basata sulla libertas e l'autodeterminazione personale propri della Repubblica Romana, contro la tirannide assoluta del Visconti (incarnante invece la schiavitù dell'Impero). Il momento più elevato di questo scontro di vedute lo si ebbe allorché il Salutati, nel 1403/4, si cimentò con Antonio Loschi, umanista vicentino al servizio dei Visconti, scagliandogli contro l'Invectiva in Antonium Luscum, vera e propria summa del suo pensiero politico. Altro merito del Salutati fu quello di fondare una cattedra di greco (1397), affidata a Manuele Crisolora, dando a Firenze un primato d'avanguardia nel recupero del greco antico.

### Leonardo Bruni
Erede dell'umanesimo civile del Salutati fu proprio Leonardo Bruni (1370-1444), chiamato anche Leonardo Aretino per le sue origini. Attivo al Concilio di Costanza quale legato papale di Giovanni XXIII, Bruni ottenne solo nel 1416 la cittadinanza fiorentina, e nel giro di un decennio diventò cancelliere (1427), carica che mantenne fino alla morte nonostante la vittoria del partito mediceo. 

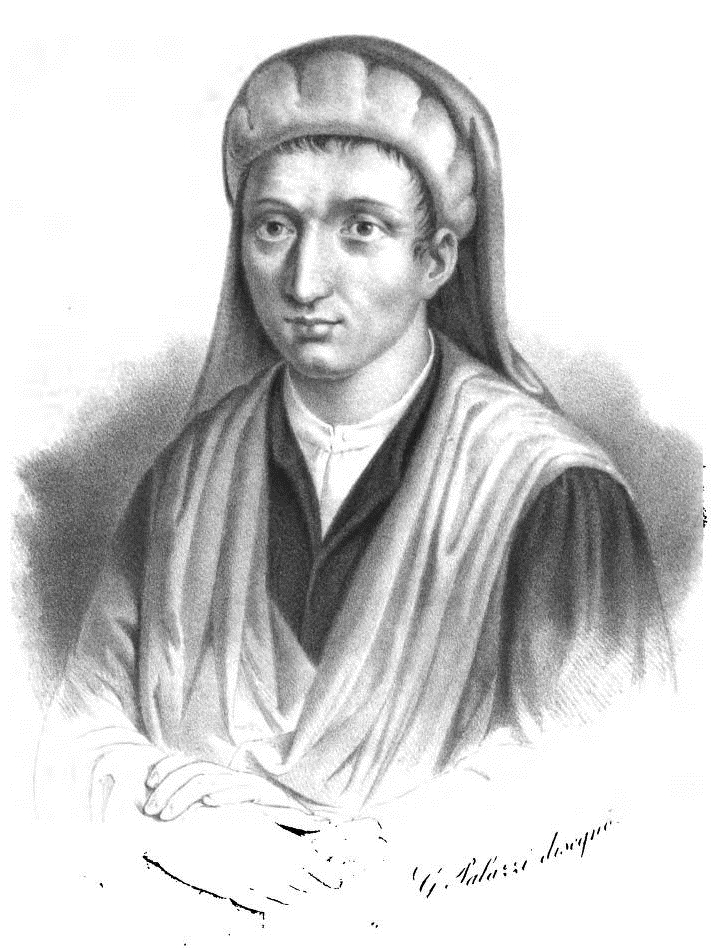
Ritratto immaginario di Leonardo Bruni, ad opera di G. Palazzi, nel libro Leonardi Aretini Historiarum Florentini populi libri XII, volume II, traduzione a cura di Donato Acciaiuoli, Le Monnier, Firenze 1857

Profondo conoscitore del greco antico, instancabile traduttore da questa lingua in latino fin dalla giovinezza, Leonardo Bruni manifestò con ancor più vigore ed efficacia l'eccellenza del modello sociopolitico fiorentino rispetto a Salutati: prima nella giovanile Laudatio florentine urbis (1402), in cui si esalta, sul modello classico proposto dal retore Elio Aristide, l'armonia della costituzione fiorentina; poi nelle Historiae florentini populi, iniziate nel 1414 e concluse quando era già cancelliere, ove Bruni si prodigò nell'individuare le origini di Firenze nella Roma repubblicana, di cui Firenze è la legittima prosecutrice nel carattere costituzionale.
L'umanesimo civile del Bruni, però, non si ferma soltanto a queste due opere di carattere politico per elogiare Firenze: anticipando sui tempi la battaglia di Leon Battista Alberti per il riconoscimento del volgare illustre, nei Dialogi ad Petrum Histrum (dedicati a Pier Paolo Vergerio) di inizio secolo Bruni, nascosto dietro la figura del maestro Salutati, esalta le tre corone fiorentine Dante, Petrarca e Boccaccio, riconoscendone valore per l'ampiezza intellettuale e umana, nonostante il primo, soprattutto, fosse vissuto in un'età estranea all'umanesimo.

### Matteo Palmieri
Nonostante l'assoluta preponderanza degli scritti in lingua latina, la dimensione civica proposta da Salutati e Bruni era talmente radicata a Firenze da spingere intellettuali dilettanti a comporre, in lingua volgare, scritti che ne ricalcassero gli ideali. Il più importante di questi scrittori fu Matteo Palmieri (1406-1475), agiato mercante autore di Città di vita e de La Vita Civile (1433-1436). Considerata il manifesto dell'umanesimo civile, l'opera del Palmieri intende delineare la formazione ideale del cittadino secondo i principi espressi da Quintiliano e Cicerone, mossi da una virtù "attiva" al servizio della collettività:
(Valeri)

## L'umanesimo mediceo (1434-1464)

### Un umanesimo elitario

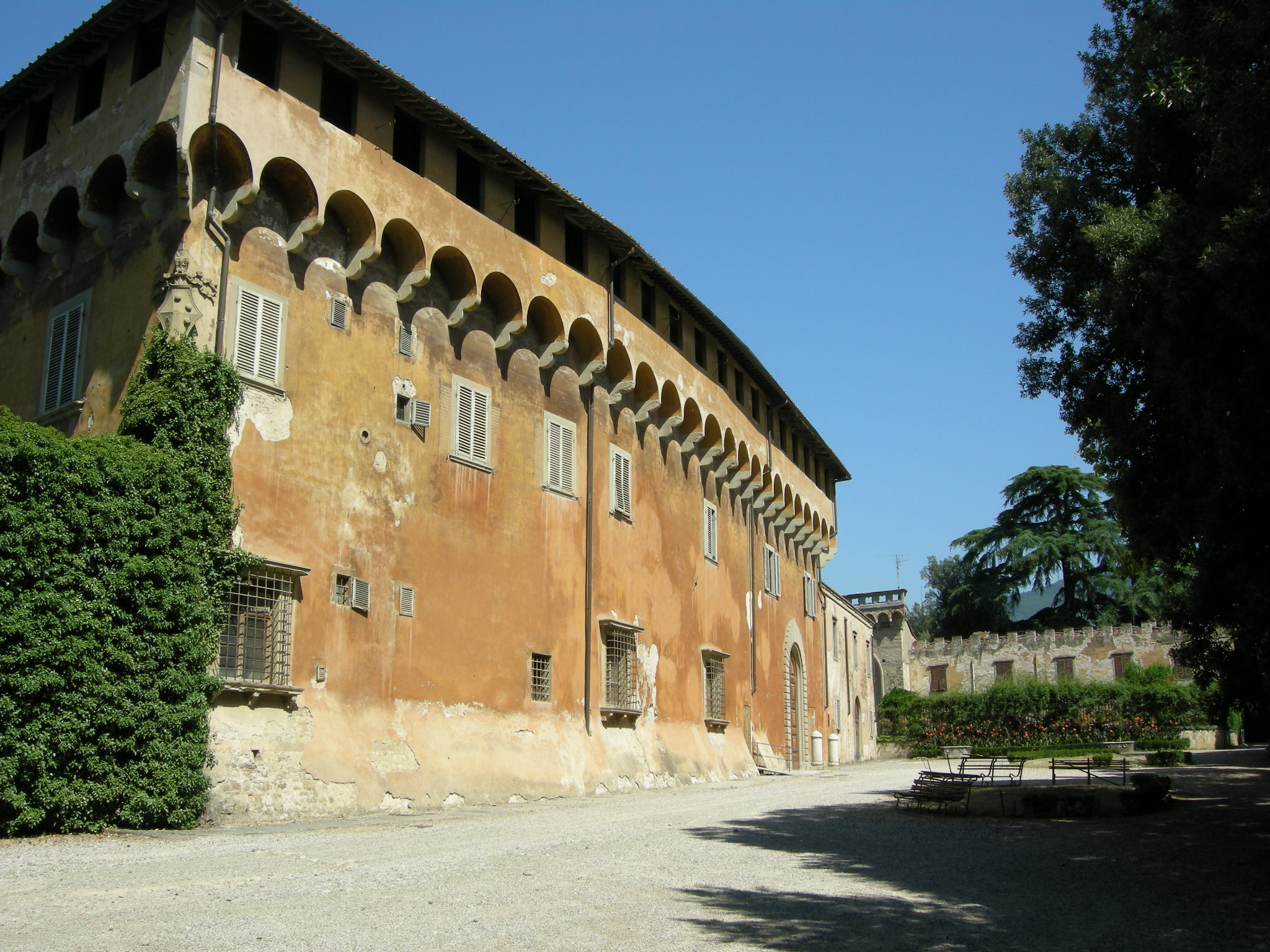
La Villa di Careggi, sede dell'Accademia neoplatonica.

Con l'avvento al potere di Cosimo de' Medici, l'umanesimo civile del Salutati tramonta. L'umanesimo mediceo, difatti, si caratterizzò invece per la dimensione più elitaria, astratta e contemplativa. Cosimo, fondatore di una signoria velata ancora dal mantenimento delle istituzioni repubblicane, non era interessato alla formazione di intellettuali civilmente impegnati, né tanto meno alla formazione di circoli estranei alla sua casata. Pertanto, il pater familias mediceo favorì un umanesimo che fosse al servizio della sua causa politica, offrendo la sua protezione ad intellettuali cortigiani quali Carlo Marsuppini, Niccolò Niccoli, e, non ultimo per importanza, al filosofo neoplatonico Marsilio Ficino, la cui influenza sulla cultura fiorentina fu determinante nello spostamento degli interessi umanistici dalla partecipazione politica alla contemplazione filosofica e cristiana:
(Garin, p. 94)

### Umanisti ed intellettuali filo-medicei

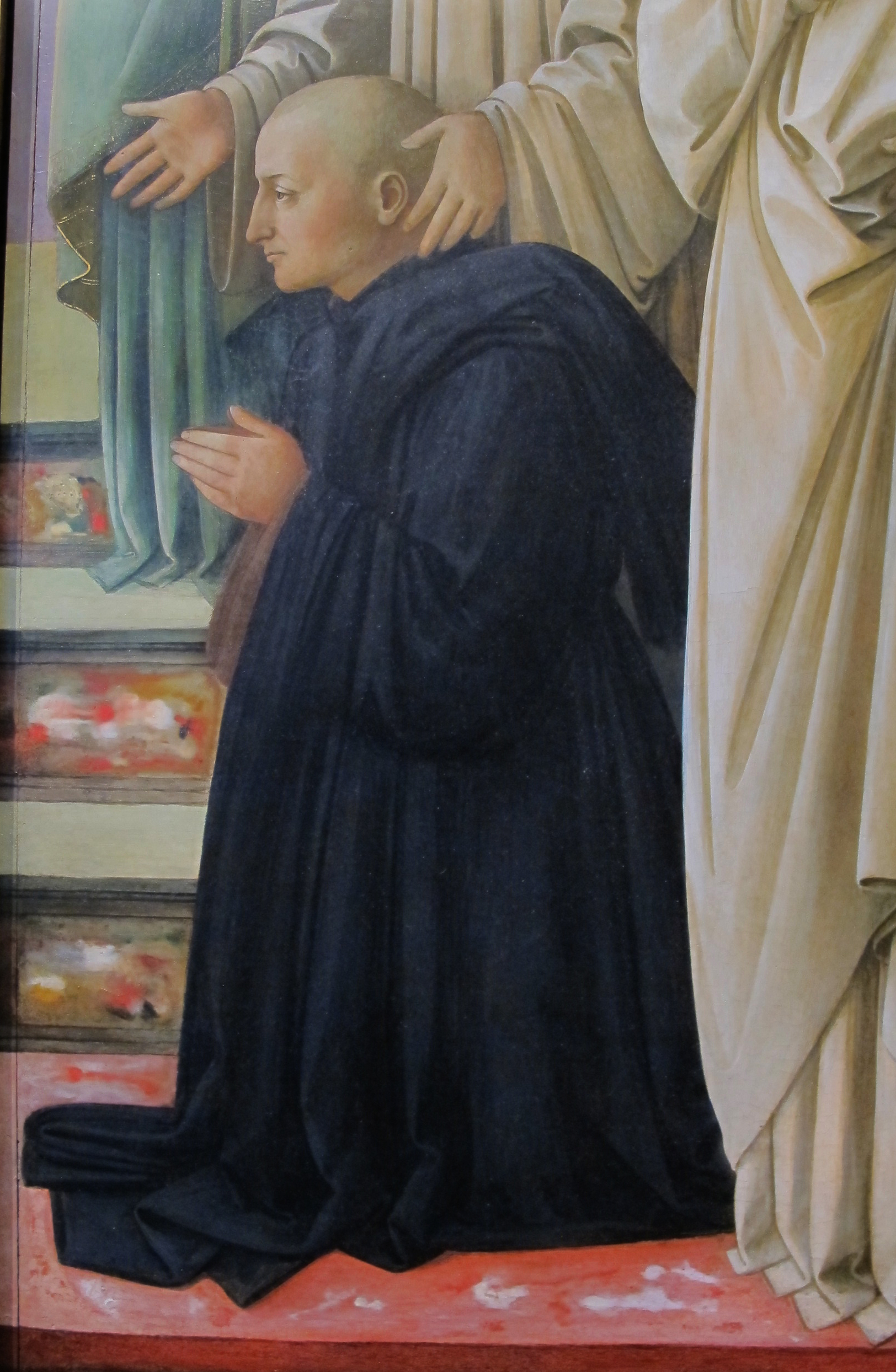
Carlo Marsuppini, particolare tratto dallIncoronazione Marsuppini di Filippo Lippi, pittura a tempera su pannelli, 1445 ca, Pinacoteca vaticana, Roma.

#### Niccolò Niccoli
Niccolò Niccoli, nato nel 1365 e morto nel 1437, fu allievo del Salutati e compagno di studi di Leonardo Bruni e di Poggio Bracciolini. Di lui non ci rimangono che due lettere in volgare rivolte a Cosimo de' Medici, per cui non è possibile definire la sua concezione dell'umanesimo; al contrario, è protagonista di numerosi dialoghi del primo umanesimo, da cui si può ricavare una tendenza assoluta verso l'umanesimo classicheggiante. Nei Dialogi ad Petrum Histrum del Bruni, per esempio, il Niccoli si accanisce veemente contro le tre corone fiorentine, tacciandole di ignoranza in lingua latina. Grande amico del frate camaldolese e umanista Ambrogio Traversari, il Niccoli fu noto non soltanto per il suo mecenatismo (alla sua morte, la biblioteca di 800 volumi fu donata a Cosimo de' Medici, che la destinò al Convento di San Marco), ma anche per i numerosi litigi che ebbe nei confronti dei suoi colleghi umanisti: Leonardo Bruni, con cui si riconciliò nel 1426 grazie all'intermediazione dell'umanesita veneto Francesco Barbaro; e, soprattutto, con Francesco Filelfo, le cui posizioni antimedicee (dei quali invece il Niccoli fu un grande sostenitore) lo indussero ad attaccarlo veementemente.

#### Carlo Marsuppini
Carlo Marsuppini (1398-1453) nacque a Genova o ad Arezzo da una ricca famiglia originaria dell'Aretino. Divenuto precettore dei figli di Cosimo, Piero e Giovanni, nel 1430 seguì a Bologna il Medici ove entrò in contatto con il resto degli intellettuali medicei, dove strinse rapporti d'amicizia in particolare col Niccoli. Violento oppositore del Filelfo, patrono di una ripresa degli studi in volgare, riuscì a farlo scacciare dallo Studium e poi da Firenze quando Cosimo rientrò a Firenze dopo l'esilio del 1433-1434. Nominato Cancelliere della Repubblica dopo la morte di Leonardo Bruni (1444), il Marsuppini, traduttore della Batracomiomachia pseudo-omerica e di due libri dell'Eneide, morì nel 1453.

#### Vespasiano da Bisticci
Vespasiano da Bisticci (1421-1498) fu di origini assai umili. Poco più che ventenne, la sua bottega di libraio cominciò ad essere frequentata da Cosimo de' Medici (che l'assunse per la costituzione di quella che sarà poi conosciuta come Biblioteca Medicea Laurenziana) e da altri intellettuali umanisti, i quali richiedevano manoscritti preziosi da collezionare. La sua rinomanza raggiunse Roma (ove papa Niccolò V gli chiese di dare avvio all'edificazione della Biblioteca apostolica vaticana), Urbino (ove Federico da Montefeltro lo consultò per l'ampliamento della sua biblioteca), Pesaro, e anche altri regni d'Europa (Inghilterra e Spagna).

#### Marsilio Ficino e il neoplatonismo mediceo

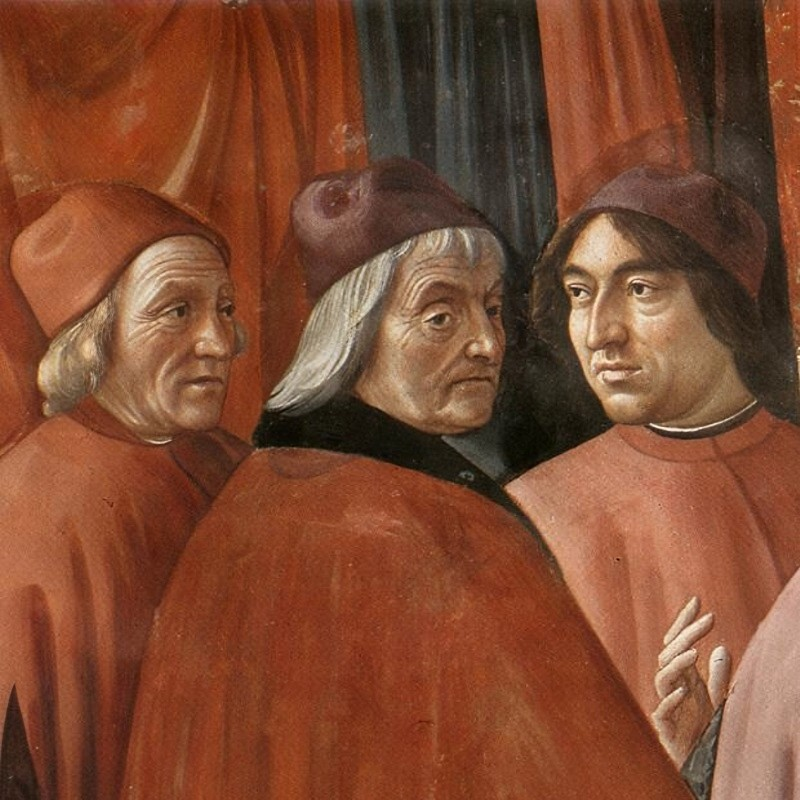
Domenico Ghirlandaio, (da sinistra a destra) Marsilio Ficino, Cristoforo Landino e Agnolo Poliziano, particolare tratto dallAnnuncio dell'angelo a Zaccaria, affresco, 1486-1490, Basilica di Santa Maria Novella, Firenze

Grande importanza ebbe, per la diffusione dell'umanesimo filosofico mediceo, il ruolo svolto dall'umanista e filosofo Marsilio Ficino (1433-1498). Figlio del primo medico di famiglia dei Medici, il giovane Marsilio si segnalò, già in gioventù, per l'attenzione che rivolse agli studi speculativi. Entrato in contatto (secondo quanto riporta il Ficino stesso) con Cosimo de' Medici fin dal 1452, il rapporto tra l'anziano statista e il giovane filosofo divenne duraturo a partire dal 1462, quando Cosimo gli fece dono di varie proprietà e gli concesse la villa di Careggi per la fondazione dell'Accademia neoplatonica. Marsilio, cultore di Platone e del neoplatonismo di Plotino, per tutta la vita cercò di coniugare tale filosofia con il cristianesimo e, quindi, di dimostrare «l'unità intrinseca della filosofia e della religione». La filosofia ficiniana, da lui stesso definita pia philosophia, promuoveva, sulla scia del movimento umanista, una "teologia antropocentrica", per cui
(Abbagnano, p. 68)
Su questa scia si pone la personalità più importante del neoplatonismo fiorentino dopo la figura di Ficino, l'intellettuale Cristoforo Landino (1425-1498). Allievo di Marsuppini, Cristoforo Landino assunse incarichi rilevanti nella Cancelleria sotto il mandato del maestro, figurando negli anni '50 già come uno dei principali sostenitori di Cosimo de' Medici e, nel corso della sua lunga vita, di quelli del figlio Piero e dei nipoti Lorenzo e Giuliano. Nel campo filosofico Cristoforo Landino, che ebbe il merito di presentare a Cosimo il giovane Ficino, non si segnalò per originalità di pensiero: il De vera nobilitate, i dialoghi De nobilitate animae e le Disputationes camaldulenses non si discostano dal pensiero neoplatonico di Careggi, ma ebbero il merito di propagandare ulteriormente la filosofia neoplatonica in Firenze e in Italia e di difenderne i contenuti dai calunniatori.

### Gli avversari di Cosimo: Francesco Filelfo e Leon Battista Alberti

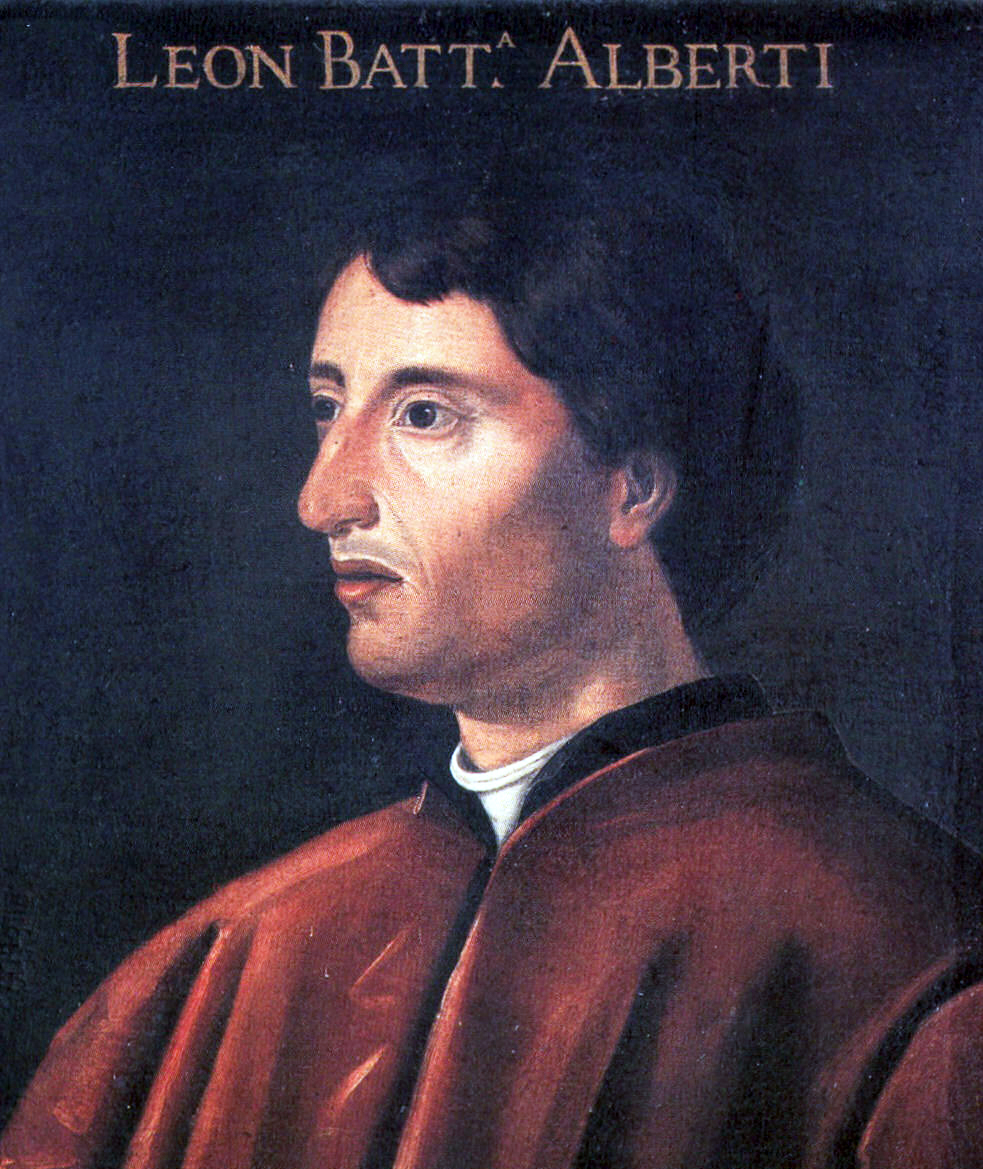
Anonimo della Scuola Fiorentina, Leon Battista Alberti, prima metà del XVII secolo, pittura a olio, Galleria degli Uffizi, Firenze.

Giunto al potere, Cosimo operò, tra il 1434 e il 1441, un'epurazione nei confronti di tutti quegli intellettuali che non volevano adattarsi al cambiamento culturale da lui messo in atto. Se Leonardo Bruni, ormai anziano, riuscì ad accattivarsi il favore del nuovo arbitro della politica fiorentina permettendo così di mantenere il suo ruolo di cancelliere, sorte diversa toccò invece a Francesco Filelfo e a Leon Battista Alberti. Il primo, giovane marchigiano trapiantato a Firenze dove divenne famigliare con gli Albizzi e gli Strozzi, nel 1431-32 divenne uno dei docenti dello Studium fiorentino, dove lesse, per la prima volta dall'inizio della stagione umanistica, la Divina Commedia di Dante. L'azione fu mal tollerata da parte degli altri umanisti fiorentini (in primo luogo Carlo Marsuppini e Niccolò Niccoli), in quanto la letteratura volgare era considerata uno strumento di propaganda politica degli oligarchi, al contrario della letteratura classicheggiante patrocinata da Cosimo. Vittima di un attentato, dietro cui vi era probabilmente lo stesso Cosimo, il Filelfo fu costretto a prendere la via dell'esilio nel 1434 al ritorno dei Medici, dirigendosi prima a Siena e poi a Milano da Francesco Sforza.
Altro caso celebre d'intolleranza dimostrato da parte del Medici fu quello nei confronti dell'Alberti. Uomo poliedrico, questi fu il primo a comprendere il valore "classico" del volgare, anticipando di qualche decennio la politica culturale dimostrata da Lorenzo il Magnifico e da Poliziano. Sostenuto dal figlio di Cosimo, Piero de Medici, nel 1441 l'Alberti patrocinò una gara poetica in volgare sul tema dell'amicizia, evento passato alla storia col nome di Certame coronario. Anche in questo caso, a causa dell'ostruzionismo dell'élite medicea e dello stesso Cosimo, la gara fu ben presto sciolta, e l'Alberti decise anch'egli di prendere la via dell'esilio.

## L'umanesimo cristiano fiorentino

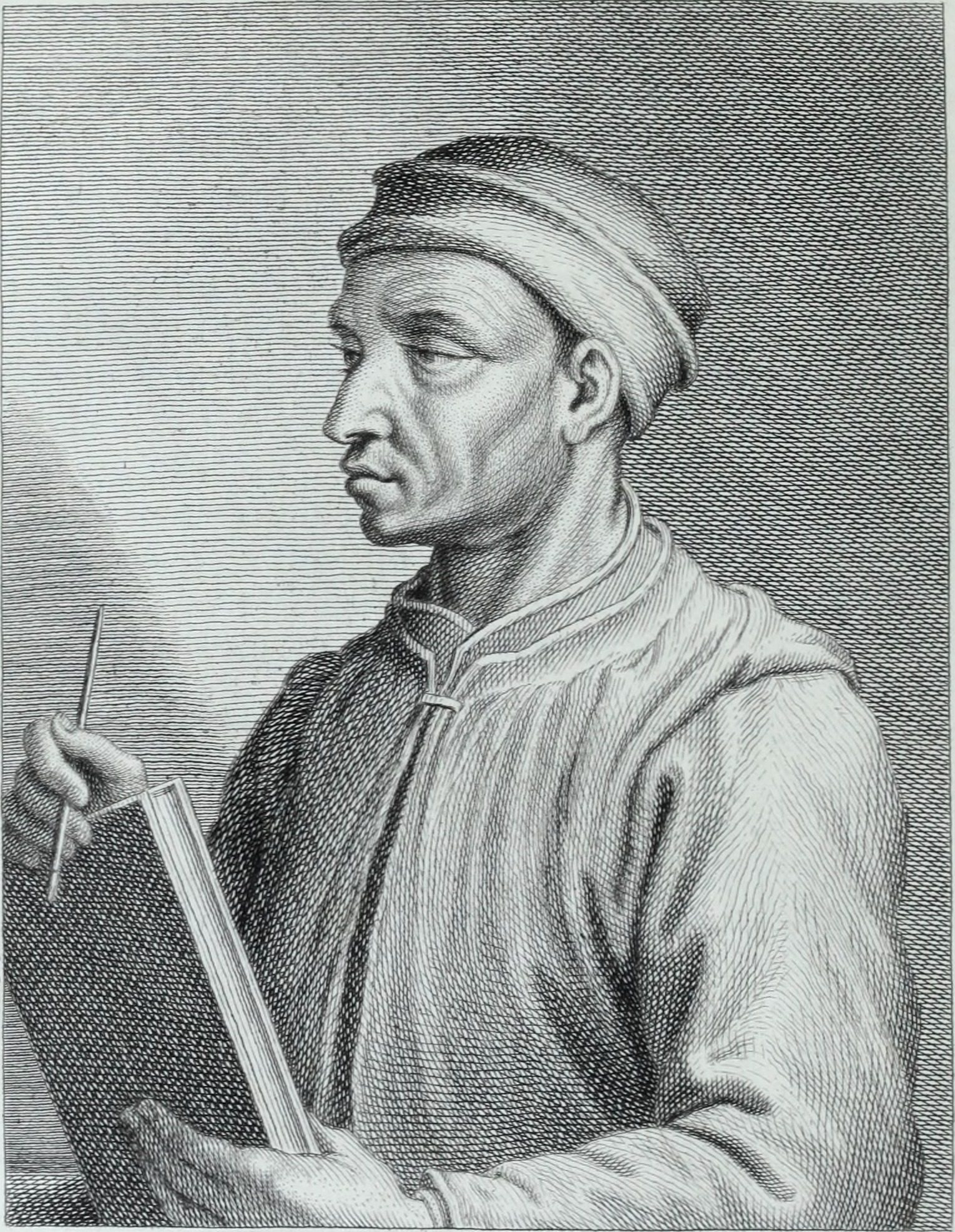
Giannozzo Manetti, in Serie degli uomini più illustri nella pittura, scultura, e architettura (1769)

### Ambrogio Traversari
Esperienza del tutto singolare fu quella del monaco camaldolese Ambrogio Traversari (1386-1439), figura da ponte tra la vecchia cultura medievale e la novella proposta dell'umanesimo. Infatti Traversari, traduttore delle Vite dei filosofi di Diogene Laerzio, non intendeva usare l'umanesimo come nuova filosofia cristiana, quanto piuttosto intendeva utilizzare le armi della filologia per riscoprire la vera dimensione del patrimonio spirituale cristiano incrostato dal substrato aristotelico. Difatti Traversari, che figura amico di Cosimo, di Niccoli e degli altri umanisti fiorentini (svolgendo un ruolo non indifferente durante il Concilio del 1439), si concentrò sempre sui Padri della Chiesa, cedendo talvolta a traduzioni di autori "pagani" su sollecitudine e pressione di Cosimo.

### Giannozzo Manetti
Legato all'ideologia del Traversari è il fiorentino Giannozzo Manetti (1396-1459), ricordato soprattutto per la composizione del celebre trattato antropologico De dignitate et excellentia hominis, ricordato per essere il manifesto di «una "teologia positiva", per cui l'uomo-Dio è al tempo stesso creatura e creatore». Difatti, a differenza del Traversari (di cui era stato allievo a Santo Spirito), era animoso nei confronti della vecchia dottrina cristiana medievale, legata all'ascetismo e alla rinuncia della vita terrena. Simona Foà, a dimostrare tale "ambiguità", riporta la seguente conclusione:
(Foà, 2)

## Tra Piero e Lorenzo il Magnifico

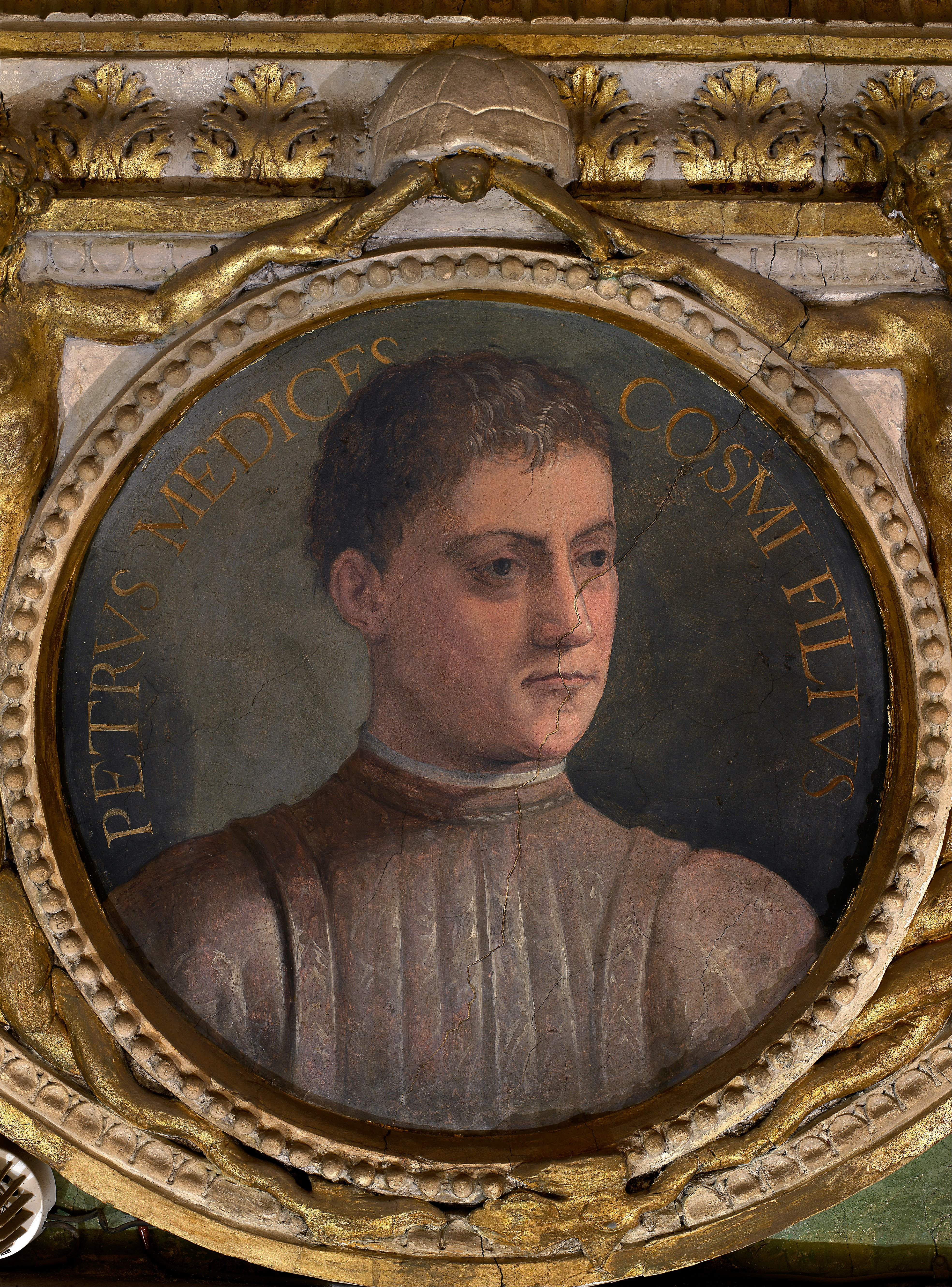
Giorgio Vasari, Piero de' Medici detto il Gottoso, affresco, 1556-1558, Palazzo Vecchio, Firenze.

### Il governo di Piero
Con la morte di Cosimo, avvenuta il 1º agosto del 1464, gli succedette l'infermo figlio Piero, passato alla storia col soprannome di "gottoso" per la forma grave della malattia di cui era affetto e che governò per soli cinque anni (1464-1469). La propensione di Piero dimostrata nei confronti del movimento umanista era diversa rispetto a quella del padre. Come ricordato nella vicenda dell'Alberti, Piero sostenne la gara poetica in volgare del 1441, aprendo in tal modo la strada per quella "rinascita del volgare" che si compirà sotto il governo del figlio, Lorenzo il Magnifico e, nel contempo, un'apertura verso quegli stilemi artistico-culturali propri delle corti padane.

### La stagione laurenziana

#### La rinascita del volgare: Pulci e Lorenzo
Con l'avvento di Lorenzo il Magnifico (1469), l'umanesimo fiorentino non si limitò soltanto alla produzione di scritti ed elaborati nelle lingue classiche, ma anche veri e propri capolavori in lingua volgare, ponendo le basi per lo sviluppo del cosiddetto classicismo volgare. Lorenzo, che a differenza del nonno e del padre non patrocinava l'arte solo per fini propagandistici, ma era lui stesso un fine letterato, decise già dagli anni '70 di ridare vigore alla poetica volgare col fine di rendere prestigiosa la lingua letteraria fiorentina. Oltre ai membri dell'Accademia neoplatonica quali Ficino e Landino, i nuovi protagonisti della scena letteraria laurenziana non provenivano tutti dall'ambiente umanistico: Luigi Pulci, per esempio, benché formato secondo i dettami dell'umanesimo quattrocentesco, rivolse la sua produzione letteraria verso il filone comico-realistico toscano. A fianco dell'anticonformismo dell'autore del Morgante, si pose la stessa esperienza letteraria del Magnifico, caratterizzata da uno sperimentalismo ondeggiante tra il realismo pulciano e il neoplatonismo ficiniano. I protagonisti, però, del rinascimento laurenziano furono Agnolo Poliziano e Giovanni Pico della Mirandola.

#### Agnolo Poliziano
Agnolo Ambrogini, detto "il Poliziano" (1454-1494), fu fin dal 1473 nell'entourage del Magnifico, per poi divenire, nel 1475, precettore del figlio di costui, Piero. Amico del suo protettore, si fece anche lui portavoce della rinascita del volgare, coniugando la sapienza classica con la tradizione delle tre corone fiorentine. Il Poliziano elogiò le gesta del fratello di Lorenzo, Giuliano, con il poema Le stanze per la giostra, in cui si fa riferimento all'amore tra il Medici e Simonetta Cattaneo. Stese a partire dal 1475, si interruppero bruscamente in seguito alla Congiura dei Pazzi del 1478 in cui Giuliano morì assassinato. Lasciata Firenze nel 1479 per motivi ancora non ben noti (il Roscoe, curatore della biografia del Magnifico, l'attribuisce a degli screzi con la moglie di quest'ultimo, Clarice Orsini), Poliziano rimase tra il 1480 e il 1481 alla corte di Federico I Gonzaga di Mantova, ove mise in scena la tragedia della Fabula di Orfeo, destinata a diventare esempio classico per lo sviluppo del teatro rinascimentale. Rientrato nel 1481 a Firenze, il Poliziano divenne professore di eloquenza latina e greca nello Studium, dedicandosi alla filologia classica.

#### Giovanni Pico della Mirandola

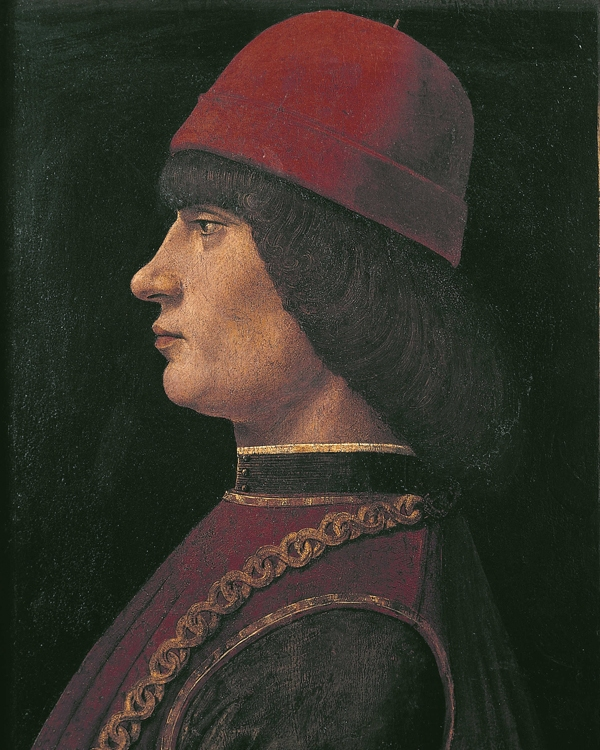
Anonimo, Ritratto di Giovanni Pico della Mirandola, particolare, fine XV secolo, olio su tela, Accademia Carrara, Bergamo

Membro cadetto dei signori della città emiliana di Mirandola, Giovanni Pico (1463-1494) segnò l'acme della filosofia rinascimentale. La particolarità della sua proposta intellettuale consisteva, al contrario di Ficino e Landino che vedevano in Platone l'assertore del messaggio filosofico più elevato e vicino al cristianesimo, in un sincretismo filosofico-religioso che coniugava, oltre al platonismo, elementi anche dell'aristotelismo e della cabala ebraica, col fine di creare una filosofia universale capace di accordare tutti gli uomini, benché tale progetto non raggiunse l'accortezza e la profondità speculativa del Ficino. Perseguitato per le sue idee anticonformiste (passò un breve periodo di prigionia in Francia, dove si era rifugiato), Pico fu chiamato nel 1488 a Firenze da Lorenzo, col quale strinse profonda amicizia, oltreché col Poliziano stesso e, a partire dal 1489, divenne seguace di Girolamo Savonarola, tanto che divenne frate domenicano poco prima di morire prematuramente nel 1494.
L'opera più significativa lasciata da Pico alla storia del pensiero filosofico fu sicuramente l'Oratio de hominis dignitate del 1486, in cui si sviluppa ulteriormente l'ottimismo antropologico dell'essere umano già pronunciato dagli umanisti dei decenni precedenti. Difatti, nell'orazione, Pico sostiene che l'uomo, a differenza di tutte le altre creature, è dotato di quel libero arbitrio che lo rende capace di elevarsi al rango degli angeli, o abbassarsi a quello dei bruti, come si deduce dal discorso che Pico mette in bocca a Dio rivolto ad Adamo:
(Tirinnanzi)